# Sandy Bridge
Sandy Bridge – mikroarchitektura procesorów firmy Intel pierwotnie w wymiarze 32 nm, która zastąpiła architekturę Nehalem. Stosowana w procesorach firmy Intel z rodziny Intel Core i3, i5, i7 z serii 2000 np. Intel Core i7 2600K. Wprowadza instrukcje AVX oraz sprzętową akcelerację kodowania dla kodeków H.264, VC-1 i MPEG-2 za pomocą technologii Intel Quick Sync Video.
Istnieje również wersja high-endowa Sandy Bridge-E (E pochodzi od wyrazu ang. Enterprise) np. Intel Core i7 3930K.

## Procesory
| Segment docelowy   | Rdzenie (wątki) | Model procesora | Model procesora | Taktowanie CPU | Taktowanie CPU | Taktowanie GPU | Taktowanie GPU | L3 cache | TDP   | Data wprowadzenia | Cena w dniu premiery (USD) | Płyta główna | Płyta główna    | Płyta główna                 |
| Segment docelowy   | Rdzenie (wątki) | Model procesora | Model procesora | Normal         | Turbo          | Normal         | Turbo          | L3 cache | TDP   | Data wprowadzenia | Cena w dniu premiery (USD) | Socket       | Interfejs       | Pamięć                       |
| ------------------ | --------------- | --------------- | --------------- | -------------- | -------------- | -------------- | -------------- | -------- | ----- | ----------------- | -------------------------- | ------------ | --------------- | ---------------------------- |
| Extreme / High-End | 6 (12)          | Core i7Extreme  | 3960X           | 3,3 GHz        | 3,9 GHz        | N/A            | N/A            | 15 MB    | 130 W | 2011-11-14        | $999                       | LGA2011      | DMI 2.0PCIe 3.0 | Hasta quad channel DDR3-1600 |
| Extreme / High-End | 6 (12)          | Core i7         | 3930K           | 3,2 GHz        | 3,8 GHz        | N/A            | N/A            | 12 MB    | 130 W | 2011-11-14        | $583                       | LGA2011      | DMI 2.0PCIe 3.0 | Hasta quad channel DDR3-1600 |
| Extreme / High-End | 4 (8)           | Core i7         | 3820            | 3,6 GHz        | 3,9 GHz        | N/A            | N/A            | 10 MB    | 130 W | Q1 2012           | $294                       | LGA2011      | DMI 2.0PCIe 3.0 | Hasta quad channel DDR3-1600 |
| Performance        | 4 (8)           | Core i7         | 2700K           | 3,5 GHz        | 3,9 GHz        | 850 MHz        | 1350 MHz       | 8 MB     | 95 W  | 2011-10-24        | $332                       | LGA1155      | DMI 2.0PCIe 2.0 | Hasta dual Channel DDR3-1333 |
| Performance        | 4 (8)           | Core i7         | 2600K           | 3,4 GHz        | 3,8 GHz        | 850 MHz        | 1350 MHz       | 8 MB     | 95 W  | 2011-1-9          | $317                       | LGA1155      | DMI 2.0PCIe 2.0 | Hasta dual Channel DDR3-1333 |
| Performance        | 4 (8)           | Core i7         | 2600            | 3,4 GHz        | 3,8 GHz        | 850 MHz        | 1350 MHz       | 8 MB     | 95 W  | 2011-1-9          | $294                       | LGA1155      | DMI 2.0PCIe 2.0 | Hasta dual Channel DDR3-1333 |
| Performance        | 4 (8)           | Core i7         | 2600S           | 2,8 GHz        | 3,8 GHz        | 850 MHz        | 1350 MHz       | 8 MB     | 65 W  | 2011-1-9          | $306                       | LGA1155      | DMI 2.0PCIe 2.0 | Hasta dual Channel DDR3-1333 |
| Performance        | 4 (4)           | Core i5         | 2500K           | 3,3 GHz        | 3,7 GHz        | 850 MHz        | 1100 MHz       | 6 MB     | 95 W  | 2011-1-9          | $216                       | LGA1155      | DMI 2.0PCIe 2.0 | Hasta dual Channel DDR3-1333 |
| Performance        | 4 (4)           | Core i5         | 2500            | 3,3 GHz        | 3,7 GHz        | 850 MHz        | 1100 MHz       | 6 MB     | 95 W  | 2011-1-9          | $205                       | LGA1155      | DMI 2.0PCIe 2.0 | Hasta dual Channel DDR3-1333 |
| Performance        | 4 (4)           | Core i5         | 2500S           | 2,7 GHz        | 3,7 GHz        | 850 MHz        | 1100 MHz       | 6 MB     | 65 W  | 2011-1-9          | $216                       | LGA1155      | DMI 2.0PCIe 2.0 | Hasta dual Channel DDR3-1333 |
| Performance        | 4 (4)           | Core i5         | 2500T           | 2,3 GHz        | 3,3 GHz        | 650 MHz        | 1250 MHz       | 6 MB     | 45 W  | 2011-1-9          | $216                       | LGA1155      | DMI 2.0PCIe 2.0 | Hasta dual Channel DDR3-1333 |
| Performance        | 4 (4)           | Core i5         | 2400            | 3,1 GHz        | 3,4 GHz        | 850 MHz        | 1100 MHz       | 6 MB     | 95 W  | 2011-1-9          | $184                       | LGA1155      | DMI 2.0PCIe 2.0 | Hasta dual Channel DDR3-1333 |
| Performance        | 4 (4)           | Core i5         | 2405S           | 2,5 GHz        | 3,3 GHz        | 850 MHz        | 1100 MHz       | 6 MB     | 65 W  | 2011-5-22         | $205                       | LGA1155      | DMI 2.0PCIe 2.0 | Hasta dual Channel DDR3-1333 |
| Performance        | 4 (4)           | Core i5         | 2400S           | 2,5 GHz        | 3,3 GHz        | 850 MHz        | 1100 MHz       | 6 MB     | 65 W  | 2011-1-9          | $195                       | LGA1155      | DMI 2.0PCIe 2.0 | Hasta dual Channel DDR3-1333 |
| Performance        | 4 (4)           | Core i5         | 2320            | 3 GHz          | 3,3 GHz        | 850 MHz        | 1100 MHz       | 6 MB     | 95 W  | 2011-9-4          | $177                       | LGA1155      | DMI 2.0PCIe 2.0 | Hasta dual Channel DDR3-1333 |
| Performance        | 4 (4)           | Core i5         | 2310            | 2,9 GHz        | 3,2 GHz        | 850 MHz        | 1100 MHz       | 6 MB     | 95 W  | 2011-5-22         | $177                       | LGA1155      | DMI 2.0PCIe 2.0 | Hasta dual Channel DDR3-1333 |
| Performance        | 4 (4)           | Core i5         | 2300            | 2,8 GHz        | 3,1 GHz        | 850 MHz        | 1100 MHz       | 6 MB     | 95 W  | 2011-1-9          | $177                       | LGA1155      | DMI 2.0PCIe 2.0 | Hasta dual Channel DDR3-1333 |
| Mainstream         | 2 (4)           | Core i5         | 2390T           | 2,7 GHz        | 3,5 GHz        | 650 MHz        | 1100 MHz       | 3 MB     | 35 W  | 2011-2-20         | $195                       | LGA1155      | DMI 2.0PCIe 2.0 | Hasta dual Channel DDR3-1333 |
| Mainstream         | 2 (4)           | Core i3         | 2120T           | 2,6 GHz        | N/A            | 650 MHz        | 1100 MHz       | 3 MB     | 35 W  | 2011-9-4          | $127                       | LGA1155      | DMI 2.0PCIe 2.0 | Hasta dual Channel DDR3-1333 |
| Mainstream         | 2 (4)           | Core i3         | 2100T           | 2,5 GHz        | N/A            | 650 MHz        | 1100 MHz       | 3 MB     | 35 W  | 2011-2-20         | $127                       | LGA1155      | DMI 2.0PCIe 2.0 | Hasta dual Channel DDR3-1333 |
| Mainstream         | 2 (4)           | Core i3         | 2130            | 3,4 GHz        | N/A            | 850 MHz        | 1100 MHz       | 3 MB     | 65 W  | 2011-9-4          | $138                       | LGA1155      | DMI 2.0PCIe 2.0 | Hasta dual Channel DDR3-1333 |
| Mainstream         | 2 (4)           | Core i3         | 2125            | 3,3 GHz        | N/A            | 850 MHz        | 1100 MHz       | 3 MB     | 65 W  | 2011-9-4          | $134                       | LGA1155      | DMI 2.0PCIe 2.0 | Hasta dual Channel DDR3-1333 |
| Mainstream         | 2 (4)           | Core i3         | 2120            | 3,3 GHz        | N/A            | 850 MHz        | 1100 MHz       | 3 MB     | 65 W  | 2011-2-20         | $138                       | LGA1155      | DMI 2.0PCIe 2.0 | Hasta dual Channel DDR3-1333 |
| Mainstream         | 2 (4)           | Core i3         | 2105            | 3,1 GHz        | N/A            | 850 MHz        | 1100 MHz       | 3 MB     | 65 W  | 2011-5-22         | $134                       | LGA1155      | DMI 2.0PCIe 2.0 | Hasta dual Channel DDR3-1333 |
| Mainstream         | 2 (4)           | Core i3         | 2102            | 3,1 GHz        | N/A            | 850 MHz        | 1100 MHz       | 3 MB     | 65 W  | Q2 2011           |                            | LGA1155      | DMI 2.0PCIe 2.0 | Hasta dual Channel DDR3-1333 |
| Mainstream         | 2 (4)           | Core i3         | 2100            | 3,1 GHz        | N/A            | 850 MHz        | 1100 MHz       | 3 MB     | 65 W  | 2011-2-20         | $117                       | LGA1155      | DMI 2.0PCIe 2.0 | Hasta dual Channel DDR3-1333 |
| Mainstream         | 2 (2)           | Pentium         | G860            | 3,0 GHz        | N/A            | 850 MHz        | 1100 MHz       | 3 MB     | 65 W  | 2011-9-4          | $86                        | LGA1155      | DMI 2.0PCIe 2.0 | Hasta dual Channel DDR3-1333 |
| Mainstream         | 2 (2)           | Pentium         | G850            | 2,9 GHz        | N/A            | 850 MHz        | 1100 MHz       | 3 MB     | 65 W  | 2011-5-24         | $86                        | LGA1155      | DMI 2.0PCIe 2.0 | Hasta dual Channel DDR3-1333 |
| Mainstream         | 2 (2)           | Pentium         | G840            | 2,8 GHz        | N/A            | 850 MHz        | 1100 MHz       | 3 MB     | 65 W  | 2011-5-24         | $75                        | LGA1155      | DMI 2.0PCIe 2.0 | Hasta dual Channel DDR3-1333 |
| Mainstream         | 2 (2)           | Pentium         | G632            | 2,7 GHz        | N/A            | 850 MHz        | 1100 MHz       | 3 MB     | 65 W  | Q3 2011           |                            | LGA1155      | DMI 2.0PCIe 2.0 | Hasta dual Channel DDR3-1333 |
| Mainstream         | 2 (2)           | Pentium         | G630            | 2,7 GHz        | N/A            | 850 MHz        | 1100 MHz       | 3 MB     | 65 W  | 2011-9-4          | $75                        | LGA1155      | DMI 2.0PCIe 2.0 | Hasta dual Channel DDR3-1333 |
| Mainstream         | 2 (2)           | Pentium         | G622            | 2,6 GHz        | N/A            | 850 MHz        | 1100 MHz       | 3 MB     | 65 W  | Q2 2011           |                            | LGA1155      | DMI 2.0PCIe 2.0 | Hasta dual Channel DDR3-1333 |
| Mainstream         | 2 (2)           | Pentium         | G620            | 2,6 GHz        | N/A            | 850 MHz        | 1100 MHz       | 3 MB     | 65 W  | 2011-5-24         | $64                        | LGA1155      | DMI 2.0PCIe 2.0 | Hasta dual Channel DDR3-1333 |
| Mainstream         | 2 (2)           | Pentium         | G630T           | 2,3 GHz        | N/A            | 650 MHz        | 1100 MHz       | 3 MB     | 35 W  | 2011-9-4          | $70                        | LGA1155      | DMI 2.0PCIe 2.0 | Hasta dual Channel DDR3-1333 |
| Mainstream         | 2 (2)           | Pentium         | G620T           | 2,2 GHz        | N/A            | 650 MHz        | 1100 MHz       | 3 MB     | 35 W  | 2011-5-24         | $70                        | LGA1155      | DMI 2.0PCIe 2.0 | Hasta dual Channel DDR3-1333 |
| Mainstream         | 2 (2)           | Celeron         | G540            | 2,5 GHz        | N/A            | 850 MHz        | 1000 MHz       | 2 MB     | 65 W  | 2011-9-4          | $52                        | LGA1155      | DMI 2.0PCIe 2.0 | Hasta dual Channel DDR3-1333 |
| Mainstream         | 2 (2)           | Celeron         | G530            | 2,4 GHz        | N/A            | 850 MHz        | 1000 MHz       | 2 MB     | 65 W  | 2011-9-4          | $42                        | LGA1155      | DMI 2.0PCIe 2.0 | Hasta dual Channel DDR3-1333 |
| Mainstream         | 2 (2)           | Celeron         | G530T           | 2 GHz          | N/A            | 650 MHz        | 1000 MHz       | 2 MB     | 35 W  | 2011-9-4          | $47                        | LGA1155      | DMI 2.0PCIe 2.0 | Hasta dual Channel DDR3-1333 |
| Mainstream         | 1 (1)           | Celeron         | G440            | 1,6 GHz        | N/A            | 650 MHz        | 1000 MHz       | 1 MB     | 35 W  | 2011-9-4          | $37                        | LGA1155      | DMI 2.0PCIe 2.0 | Hasta dual Channel DDR3-1333 |

### Procesory mobilne
| Segment docelowy | Model procesora | Model procesora | Rdzenie (wątki) | Taktowanie CPU | Taktowanie CPU   | Taktowanie GPU | Taktowanie GPU | L3 Cache | TDP  | Data wydania | Cena w dniu premiery (USD) | Płyta główna                                                 | Płyta główna                                |
| Segment docelowy | Model procesora | Model procesora | Rdzenie (wątki) | Normal         | Turbo (1C/2C/4C) | Normal         | Turbo          | L3 Cache | TDP  | Data wydania | Cena w dniu premiery (USD) | Interfejs                                                    | Gniazdo                                     |
| ---------------- | --------------- | --------------- | --------------- | -------------- | ---------------- | -------------- | -------------- | -------- | ---- | ------------ | -------------------------- | ------------------------------------------------------------ | ------------------------------------------- |
| Extreme          | Core i7 Extreme | 2960XM          | 4 (8)           | 2.7 GHz        | 3.7/3.6/3.4 GHz  | 650 MHz        | 1300 MHz       | 8 MB     | 55 W | 2011-09-04   | $1096                      | *DMI 2.0 *Memory: Up to dual channel DDR3-1600 MHz *PCIe 2.0 | Socket G2 / BGA-1224 (in embedded products) |
| Extreme          | Core i7 Extreme | 2920XM          | 4 (8)           | 2.5 GHz        | 3.5/3.4/3.2 GHz  | 650 MHz        | 1300 MHz       | 8 MB     | 55 W | 2011-01-05   | $1096                      | *DMI 2.0 *Memory: Up to dual channel DDR3-1600 MHz *PCIe 2.0 | Socket G2 / BGA-1224 (in embedded products) |
| Performance      | Core i7         | 2860QM          | 4 (8)           | 2.5 GHz        | 3.6/3.5/3.3 GHz  | 650 MHz        | 1300 MHz       | 8 MB     | 45 W | 2011-09-04   | $568                       | *DMI 2.0 *Memory: Up to dual channel DDR3-1600 MHz *PCIe 2.0 | Socket G2 / BGA-1224 (in embedded products) |
| Performance      | Core i7         | 2820QM          | 4 (8)           | 2.3 GHz        | 3.4/3.3/3.1 GHz  | 650 MHz        | 1300 MHz       | 8 MB     | 45 W | 2011-01-05   | $568                       | *DMI 2.0 *Memory: Up to dual channel DDR3-1600 MHz *PCIe 2.0 | Socket G2 / BGA-1224 (in embedded products) |
| Performance      | Core i7         | 2760QM          | 4 (8)           | 2.4 GHz        | 3.5/3.4/3.2 GHz  | 650 MHz        | 1300 MHz       | 6 MB     | 45 W | 2011-09-04   | $378                       | *DMI 2.0 *Memory: Up to dual channel DDR3-1600 MHz *PCIe 2.0 | Socket G2 / BGA-1224 (in embedded products) |
| Performance      | Core i7         | 2720QM          | 4 (8)           | 2.2 GHz        | 3.3/3.2/3.0 GHz  | 650 MHz        | 1300 MHz       | 6 MB     | 45 W | 2011-01-05   | $378                       | *DMI 2.0 *Memory: Up to dual channel DDR3-1600 MHz *PCIe 2.0 | Socket G2 / BGA-1224 (in embedded products) |
| Performance      | Core i7         | 2715QE          | 4 (8)           | 2.1 GHz        | 3.0/2.9/2.7 GHz  | 650 MHz        | 1200 MHz       | 6 MB     | 45 W | 2011-01-05   | $378                       | *DMI 2.0 *Memory: Up to dual channel DDR3-1600 MHz *PCIe 2.0 | Socket G2 / BGA-1224 (in embedded products) |
| Performance      | Core i7         | 2710QE          | 4 (8)           | 2.1 GHz        | 3.0/2.9/2.7 GHz  | 650 MHz        | 1200 MHz       | 6 MB     | 45 W | 2011-01-05   | $378                       | *DMI 2.0 *Memory: Up to dual channel DDR3-1600 MHz *PCIe 2.0 | Socket G2 / BGA-1224 (in embedded products) |
| Performance      | Core i7         | 2675QM          | 4 (8)           | 2.2 GHz        | 3.1/3.0/2.8 GHz  | 650 MHz        | 1200 MHz       | 6 MB     | 45 W | 2011-10-02   | $378                       | *DMI 2.0 *Memory: Up to dual channel DDR3-1333 MHz *PCIe 2.0 | Socket G2 / BGA-1224 (in embedded products) |
| Performance      | Core i7         | 2670QM          | 4 (8)           | 2.2 GHz        | 3.1/3.0/2.8 GHz  | 650 MHz        | 1100 MHz       | 6 MB     | 45 W | 2011-10-02   | $378                       | *DMI 2.0 *Memory: Up to dual channel DDR3-1333 MHz *PCIe 2.0 | Socket G2 / BGA-1224 (in embedded products) |
| Performance      | Core i7         | 2635QM          | 4 (8)           | 2.0 GHz        | 2.9/2.8/2.6 GHz  | 650 MHz        | 1200 MHz       | 6 MB     | 45 W | 2011-01-05   | $378                       | *DMI 2.0 *Memory: Up to dual channel DDR3-1333 MHz *PCIe 2.0 | Socket G2 / BGA-1224 (in embedded products) |
| Performance      | Core i7         | 2630QM          | 4 (8)           | 2.0 GHz        | 2.9/2.8/2.6 GHz  | 650 MHz        | 1100 MHz       | 6 MB     | 45 W | 2011-01-05   | $378                       | *DMI 2.0 *Memory: Up to dual channel DDR3-1333 MHz *PCIe 2.0 | Socket G2 / BGA-1224 (in embedded products) |
| Mainstream       | Core i7         | 2640M           | 2 (4)           | 2.8 GHz        | 3.5/3.3 GHz      | 650 MHz        | 1300 MHz       | 4 MB     | 35 W | 2011-09-04   | $346                       | *DMI 2.0 *Memory: Up to dual channel DDR3-1333 MHz *PCIe 2.0 | Socket G2 / BGA-1023 (in embedded products) |
| Mainstream       | Core i7         | 2620M           | 2 (4)           | 2.7 GHz        | 3.4/3.2 GHz      | 650 MHz        | 1300 MHz       | 4 MB     | 35 W | 2011-02-20   | $346                       | *DMI 2.0 *Memory: Up to dual channel DDR3-1333 MHz *PCIe 2.0 | Socket G2 / BGA-1023 (in embedded products) |
| Mainstream       | Core i7         | 2649M           | 2 (4)           | 2.3 GHz        | 3.2/2.9 GHz      | 500 MHz        | 1100 MHz       | 4 MB     | 25 W | 2011-02-20   | $346                       | *DMI 2.0 *Memory: Up to dual channel DDR3-1333 MHz *PCIe 2.0 | Socket G2 / BGA-1023 (in embedded products) |
| Mainstream       | Core i7         | 2629M           | 2 (4)           | 2.1 GHz        | 3.0/2.7 GHz      | 500 MHz        | 1100 MHz       | 4 MB     | 25 W | 2011-02-20   | $311                       | *DMI 2.0 *Memory: Up to dual channel DDR3-1333 MHz *PCIe 2.0 | Socket G2 / BGA-1023 (in embedded products) |
| Mainstream       | Core i7         | 2655LE          | 2 (4)           | 2.2 GHz        | 2.9/2.7 GHz      | 650 MHz        | 1000 MHz       | 4 MB     | 25 W | 2011-02-20   | $346                       | *DMI 2.0 *Memory: Up to dual channel DDR3-1333 MHz *PCIe 2.0 | Socket G2 / BGA-1023 (in embedded products) |
| Mainstream       | Core i7         | 2677M           | 2 (4)           | 1.8 GHz        | 2.9/2.6 GHz      | 350 MHz        | 1200 MHz       | 4 MB     | 17 W | 2011-06-20   | $317                       | *DMI 2.0 *Memory: Up to dual channel DDR3-1333 MHz *PCIe 2.0 | Socket G2 / BGA-1023 (in embedded products) |
| Mainstream       | Core i7         | 2637M           | 2 (4)           | 1.7 GHz        | 2.8/2.5 GHz      | 350 MHz        | 1200 MHz       | 4 MB     | 17 W | 2011-06-20   | $289                       | *DMI 2.0 *Memory: Up to dual channel DDR3-1333 MHz *PCIe 2.0 | Socket G2 / BGA-1023 (in embedded products) |
| Mainstream       | Core i7         | 2657M           | 2 (4)           | 1.6 GHz        | 2.7/2.4 GHz      | 350 MHz        | 1000 MHz       | 4 MB     | 17 W | 2011-02-20   | $317                       | *DMI 2.0 *Memory: Up to dual channel DDR3-1333 MHz *PCIe 2.0 | Socket G2 / BGA-1023 (in embedded products) |
| Mainstream       | Core i7         | 2617M           | 2 (4)           | 1.5 GHz        | 2.6/2.3 GHz      | 350 MHz        | 950 MHz        | 4 MB     | 17 W | 2011-02-20   | $289                       | *DMI 2.0 *Memory: Up to dual channel DDR3-1333 MHz *PCIe 2.0 | Socket G2 / BGA-1023 (in embedded products) |
| Mainstream       | Core i7         | 2610UE          | 2 (4)           | 1.5 GHz        | 2.4/2.1 GHz      | 350 MHz        | 850 MHz        | 4 MB     | 17 W | 2011-02-20   | $317                       | *DMI 2.0 *Memory: Up to dual channel DDR3-1333 MHz *PCIe 2.0 | Socket G2 / BGA-1023 (in embedded products) |
| Mainstream       | Core i5         | 2557M           | 2 (4)           | 1.7 GHz        | 2.7/2.4 GHz      | 350 MHz        | 1200 MHz       | 3 MB     | 17 W | 2011-06-20   | $250                       | *DMI 2.0 *Memory: Up to dual channel DDR3-1333 MHz *PCIe 2.0 | Socket G2 / BGA-1023 (in embedded products) |
| Mainstream       | Core i5         | 2537M           | 2 (4)           | 1.4 GHz        | 2.3/2.0 GHz      | 350 MHz        | 900 MHz        | 3 MB     | 17 W | 2011-02-20   | $250                       | *DMI 2.0 *Memory: Up to dual channel DDR3-1333 MHz *PCIe 2.0 | Socket G2 / BGA-1023 (in embedded products) |
| Mainstream       | Core i5         | 2467M           | 2 (4)           | 1.6 GHz        | 2.3/2.0 GHz      | 350 MHz        | 1150 MHz       | 3 MB     | 17 W | 2011-06-19   | $250                       | *DMI 2.0 *Memory: Up to dual channel DDR3-1333 MHz *PCIe 2.0 | Socket G2 / BGA-1023 (in embedded products) |
| Mainstream       | Core i5         | 2540M           | 2 (4)           | 2.6 GHz        | 3.3/3.1 GHz      | 650 MHz        | 1300 MHz       | 3 MB     | 35 W | 2011-06-20   | $266                       | *DMI 2.0 *Memory: Up to dual channel DDR3-1333 MHz *PCIe 2.0 | Socket G2 / BGA-1023 (in embedded products) |
| Mainstream       | Core i5         | 2520M           | 2 (4)           | 2.5 GHz        | 3.2/3.0 GHz      | 650 MHz        | 1300 MHz       | 3 MB     | 35 W | 2011-06-20   | $225                       | *DMI 2.0 *Memory: Up to dual channel DDR3-1333 MHz *PCIe 2.0 | Socket G2 / BGA-1023 (in embedded products) |
| Mainstream       | Core i5         | 2515E           | 2 (4)           | 2.5 GHz        | 3.1/2.8 GHz      | 650 MHz        | 1100 MHz       | 3 MB     | 35 W | 2011-06-20   | $266                       | *DMI 2.0 *Memory: Up to dual channel DDR3-1333 MHz *PCIe 2.0 | Socket G2 / BGA-1023 (in embedded products) |
| Mainstream       | Core i5         | 2510E           | 2 (4)           | 2.5 GHz        | 3.1/2.8 GHz      | 650 MHz        | 1100 MHz       | 3 MB     | 35 W | 2011-06-20   | $266                       | *DMI 2.0 *Memory: Up to dual channel DDR3-1333 MHz *PCIe 2.0 | Socket G2 / BGA-1023 (in embedded products) |
| Mainstream       | Core i5         | 2450M           | 2 (4)           | 2.5 GHz        | 3.1/2.8 GHz      | 650 MHz        | 1300 MHz       | 3 MB     | 35 W | 2012-01      | $225                       | *DMI 2.0 *Memory: Up to dual channel DDR3-1333 MHz *PCIe 2.0 | Socket G2 / BGA-1023 (in embedded products) |
| Mainstream       | Core i5         | 2435M           | 2 (4)           | 2.4 GHz        | 3.0/2.7 GHz      | 650 MHz        | 1300 MHz       | 3 MB     | 35 W | 2011-10-02   | OEM                        | *DMI 2.0 *Memory: Up to dual channel DDR3-1333 MHz *PCIe 2.0 | Socket G2 / BGA-1023 (in embedded products) |
| Mainstream       | Core i5         | 2430M           | 2 (4)           | 2.4 GHz        | 3.0/2.7 GHz      | 650 MHz        | 1200 MHz       | 3 MB     | 35 W | 2011-10-02   | $225                       | *DMI 2.0 *Memory: Up to dual channel DDR3-1333 MHz *PCIe 2.0 | Socket G2 / BGA-1023 (in embedded products) |
| Mainstream       | Core i5         | 2410M           | 2 (4)           | 2.3 GHz        | 2.9/2.6 GHz      | 650 MHz        | 1200 MHz       | 3 MB     | 35 W | 2011-06-20   | $225                       | *DMI 2.0 *Memory: Up to dual channel DDR3-1333 MHz *PCIe 2.0 | Socket G2 / BGA-1023 (in embedded products) |
| Mainstream       | Core i3         | 2370M           | 2 (4)           | 2.4 GHz        | N/A              | 650 MHz        | 1150 MHz       | 3 MB     | 35 W | 2012-01      | $225                       | *DMI 2.0 *Memory: Up to dual channel DDR3-1333 MHz *PCIe 2.0 | Socket G2 / BGA-1023 (in embedded products) |
| Mainstream       | Core i3         | 2350M           | 2 (4)           | 2.3 GHz        | N/A              | 650 MHz        | 1150 MHz       | 3 MB     | 35 W | 2011-10-02   | $225                       | *DMI 2.0 *Memory: Up to dual channel DDR3-1333 MHz *PCIe 2.0 | Socket G2 / BGA-1023 (in embedded products) |
| Mainstream       | Core i3         | 2348M           | 2 (4)           | 2.3 GHz        | N/A              | 650 MHz        | 1150 MHz       | 3 MB     | 35 W | 2013-01      | OEM                        | *DMI 2.0 *Memory: Up to dual channel DDR3-1333 MHz *PCIe 2.0 | Socket G2 / BGA-1023 (in embedded products) |
| Mainstream       | Core i3         | 2330E           | 2 (4)           | 2.2 GHz        | N/A              | 650 MHz        | 1050 MHz       | 3 MB     | 35 W | 2011-06-19   | $225                       | *DMI 2.0 *Memory: Up to dual channel DDR3-1333 MHz *PCIe 2.0 | Socket G2 / BGA-1023 (in embedded products) |
| Mainstream       | Core i3         | 2330M           | 2 (4)           | 2.2 GHz        | N/A              | 650 MHz        | 1100 MHz       | 3 MB     | 35 W | 2011-06-19   | $225                       | *DMI 2.0 *Memory: Up to dual channel DDR3-1333 MHz *PCIe 2.0 | Socket G2 / BGA-1023 (in embedded products) |
| Mainstream       | Core i3         | 2328M           | 2 (4)           | 2.2 GHz        | N/A              | 650 MHz        | 1100 MHz       | 3 MB     | 35 W | 2012-09      | $225                       | *DMI 2.0 *Memory: Up to dual channel DDR3-1333 MHz *PCIe 2.0 | Socket G2 / BGA-1023 (in embedded products) |
| Mainstream       | Core i3         | 2312M           | 2 (4)           | 2.1 GHz        | N/A              | 650 MHz        | 1100 MHz       | 3 MB     | 35 W | Q2 2011      | OEM                        | *DMI 2.0 *Memory: Up to dual channel DDR3-1333 MHz *PCIe 2.0 | Socket G2 / BGA-1023 (in embedded products) |
| Mainstream       | Core i3         | 2310E           | 2 (4)           | 2.1 GHz        | N/A              | 650 MHz        | 1050 MHz       | 3 MB     | 35 W | 2011-02-20   | OEM                        | *DMI 2.0 *Memory: Up to dual channel DDR3-1333 MHz *PCIe 2.0 | Socket G2 / BGA-1023 (in embedded products) |
| Mainstream       | Core i3         | 2310M           | 2 (4)           | 2.1 GHz        | N/A              | 650 MHz        | 1100 MHz       | 3 MB     | 35 W | 2011-02-20   | OEM                        | *DMI 2.0 *Memory: Up to dual channel DDR3-1333 MHz *PCIe 2.0 | Socket G2 / BGA-1023 (in embedded products) |
| Mainstream       | Core i3         | 2377M           | 2 (4)           | 1.5 GHz        | N/A              | 350 MHz        | 1000 MHz       | 3 MB     | 17 W | Q3 2012      | $225                       | *DMI 2.0 *Memory: Up to dual channel DDR3-1333 MHz *PCIe 2.0 | Socket G2 / BGA-1023 (in embedded products) |
| Mainstream       | Core i3         | 2375M           | 2 (4)           | 1.5 GHz        | N/A              | 350 MHz        | 1000 MHz       | 3 MB     | 17 W | 2012-03      | $225                       | *DMI 2.0 *Memory: Up to dual channel DDR3-1333 MHz *PCIe 2.0 | Socket G2 / BGA-1023 (in embedded products) |
| Mainstream       | Core i3         | 2367M           | 2 (4)           | 1.4 GHz        | N/A              | 350 MHz        | 1000 MHz       | 3 MB     | 17 W | 2011-10-02   | $250                       | *DMI 2.0 *Memory: Up to dual channel DDR3-1333 MHz *PCIe 2.0 | Socket G2 / BGA-1023 (in embedded products) |
| Mainstream       | Core i3         | 2365M           | 2 (4)           | 1.4 GHz        | N/A              | 350 MHz        | 1000 MHz       | 3 MB     | 17 W | 2012-09      | $225                       | *DMI 2.0 *Memory: Up to dual channel DDR3-1333 MHz *PCIe 2.0 | Socket G2 / BGA-1023 (in embedded products) |
| Mainstream       | Core i3         | 2357M           | 2 (4)           | 1.3 GHz        | N/A              | 350 MHz        | 950 MHz        | 3 MB     | 17 W | 2011-06-19   | OEM                        | *DMI 2.0 *Memory: Up to dual channel DDR3-1333 MHz *PCIe 2.0 | Socket G2 / BGA-1023 (in embedded products) |
| Mainstream       | Core i3         | 2340UE          | 2 (4)           | 1.3 GHz        | N/A              | 350 MHz        | 800 MHz        | 3 MB     | 17 W | 2011-06-19   | $250                       | *DMI 2.0 *Memory: Up to dual channel DDR3-1333 MHz *PCIe 2.0 | Socket G2 / BGA-1023 (in embedded products) |
| Mainstream       | Pentium         | B915C           | 2 (4)           | 1.5 GHz        | N/A              | N/A            | N/A            | 3 MB     | 15 W | 2012-05      | $138                       | *DMI 2.0 *Memory: Up to dual channel DDR3-1333 MHz *PCIe 2.0 | Socket G2 / BGA-1023 (in embedded products) |
| Mainstream       | Pentium         | 997             | 2 (2)           | 1.6 GHz        | N/A              | 350 MHz        | 1000 MHz       | 2 MB     | 17 W | 2012-09-30   | $134                       | *DMI 2.0 *Memory: Up to dual channel DDR3-1333 MHz *PCIe 2.0 | Socket G2 / BGA-1023 (in embedded products) |
| Mainstream       | Pentium         | 987             | 2 (2)           | 1.5 GHz        | N/A              | 350 MHz        | 1000 MHz       | 2 MB     | 17 W | Q3 2012      | $134                       | *DMI 2.0 *Memory: Up to dual channel DDR3-1333 MHz *PCIe 2.0 | Socket G2 / BGA-1023 (in embedded products) |
| Mainstream       | Pentium         | 977             | 2 (2)           | 1.4 GHz        | N/A              | 350 MHz        | 1000 MHz       | 2 MB     | 17 W | 2012-01      | $134                       | *DMI 2.0 *Memory: Up to dual channel DDR3-1333 MHz *PCIe 2.0 | Socket G2 / BGA-1023 (in embedded products) |
| Mainstream       | Pentium         | 967             | 2 (2)           | 1.3 GHz        | N/A              | 350 MHz        | 1000 MHz       | 2 MB     | 17 W | 2011-10-02   | $134                       | *DMI 2.0 *Memory: Up to dual channel DDR3-1333 MHz *PCIe 2.0 | Socket G2 / BGA-1023 (in embedded products) |
| Mainstream       | Pentium         | 957             | 2 (2)           | 1.2 GHz        | N/A              | 350 MHz        | 800 MHz        | 2 MB     | 17 W | 2011-06-19   | $134                       | *DMI 2.0 *Memory: Up to dual channel DDR3-1333 MHz *PCIe 2.0 | Socket G2 / BGA-1023 (in embedded products) |
| Mainstream       | Pentium         | B980            | 2 (2)           | 2.4 GHz        | N/A              | 650 MHz        | 1150 MHz       | 2 MB     | 35 W | 2012-09      | $125                       | *DMI 2.0 *Memory: Up to dual channel DDR3-1333 MHz *PCIe 2.0 | Socket G2 / BGA-1023 (in embedded products) |
| Mainstream       | Pentium         | B970            | 2 (2)           | 2.3 GHz        | N/A              | 650 MHz        | 1150 MHz       | 2 MB     | 35 W | 2012-01      | $125                       | *DMI 2.0 *Memory: Up to dual channel DDR3-1333 MHz *PCIe 2.0 | Socket G2 / BGA-1023 (in embedded products) |
| Mainstream       | Pentium         | B960            | 2 (2)           | 2.2 GHz        | N/A              | 650 MHz        | 1100 MHz       | 2 MB     | 35 W | 2011-10-02   | $134                       | *DMI 2.0 *Memory: Up to dual channel DDR3-1333 MHz *PCIe 2.0 | Socket G2 / BGA-1023 (in embedded products) |
| Mainstream       | Pentium         | B950            | 2 (2)           | 2.1 GHz        | N/A              | 650 MHz        | 1100 MHz       | 2 MB     | 35 W | 2011-06-19   | $134                       | *DMI 2.0 *Memory: Up to dual channel DDR3-1333 MHz *PCIe 2.0 | Socket G2 / BGA-1023 (in embedded products) |
| Mainstream       | Pentium         | B940            | 2 (2)           | 2.0 GHz        | N/A              | 650 MHz        | 1100 MHz       | 2 MB     | 35 W | 2011-06-19   | $134                       | *DMI 2.0 *Memory: Up to dual channel DDR3-1333 MHz *PCIe 2.0 | Socket G2 / BGA-1023 (in embedded products) |
| Mainstream       | Celeron         | B840            | 2 (2)           | 1.9 GHz        | N/A              | 650 MHz        | 1000 MHz       | 2 MB     | 35 W | 2011-09-04   | $86                        | *DMI 2.0 *Memory: Up to dual channel DDR3-1333 MHz *PCIe 2.0 | Socket G2 / BGA-1023 (in embedded products) |
| Mainstream       | Celeron         | B830            | 2 (2)           | 1.8 GHz        | N/A              | 650 MHz        | 1050 MHz       | 2 MB     | 35 W | 2012-09-30   | $86                        | *DMI 2.0 *Memory: Up to dual channel DDR3-1333 MHz *PCIe 2.0 | Socket G2 / BGA-1023 (in embedded products) |
| Mainstream       | Celeron         | B820            | 2 (2)           | 1.7 GHz        | N/A              | 650 MHz        | 1050 MHz       | 2 MB     | 35 W | 2012-07-29   | $86                        | *DMI 2.0 *Memory: Up to dual channel DDR3-1333 MHz *PCIe 2.0 | Socket G2 / BGA-1023 (in embedded products) |
| Mainstream       | Celeron         | B815            | 2 (2)           | 1.6 GHz        | N/A              | 650 MHz        | 1050 MHz       | 2 MB     | 35 W | 2012-01      | $86                        | *DMI 2.0 *Memory: Up to dual channel DDR3-1333 MHz *PCIe 2.0 | Socket G2 / BGA-1023 (in embedded products) |
| Mainstream       | Celeron         | B810E           | 2 (2)           | 1.6 GHz        | N/A              | 650 MHz        | 1000 MHz       | 2 MB     | 35 W | 2011-06-19   | $86                        | *DMI 2.0 *Memory: Up to dual channel DDR3-1333 MHz *PCIe 2.0 | Socket G2 / BGA-1023 (in embedded products) |
| Mainstream       | Celeron         | B810            | 2 (2)           | 1.6 GHz        | N/A              | 650 MHz        | 950 MHz        | 2 MB     | 35 W | 2011-03-13   | $86                        | *DMI 2.0 *Memory: Up to dual channel DDR3-1333 MHz *PCIe 2.0 | Socket G2 / BGA-1023 (in embedded products) |
| Mainstream       | Celeron         | B800            | 2 (2)           | 1.5 GHz        | N/A              | 650 MHz        | 1000 MHz       | 2 MB     | 35 W | 2011-06-19   | $80                        | *DMI 2.0 *Memory: Up to dual channel DDR3-1333 MHz *PCIe 2.0 | Socket G2 / BGA-1023 (in embedded products) |
| Mainstream       | Celeron         | 887             | 2 (2)           | 1.5 GHz        | N/A              | 350 MHz        | 1000 MHz       | 2 MB     | 17 W | 09-30-2012   | $86                        | *DMI 2.0 *Memory: Up to dual channel DDR3-1333 MHz *PCIe 2.0 | Socket G2 / BGA-1023 (in embedded products) |
| Mainstream       | Celeron         | 877             | 2 (2)           | 1.4 GHz        | N/A              | 350 MHz        | 1000 MHz       | 2 MB     | 17 W | 2012-07-29   | $86                        | *DMI 2.0 *Memory: Up to dual channel DDR3-1333 MHz *PCIe 2.0 | Socket G2 / BGA-1023 (in embedded products) |
| Mainstream       | Celeron         | 867             | 2 (2)           | 1.3 GHz        | N/A              | 350 MHz        | 1000 MHz       | 2 MB     | 17 W | January 2012 | $134                       | *DMI 2.0 *Memory: Up to dual channel DDR3-1333 MHz *PCIe 2.0 | Socket G2 / BGA-1023 (in embedded products) |
| Mainstream       | Celeron         | 857             | 2 (2)           | 1.2 GHz        | N/A              | 350 MHz        | 1000 MHz       | 2 MB     | 17 W | 2011-07-03   | $134                       | *DMI 2.0 *Memory: Up to dual channel DDR3-1333 MHz *PCIe 2.0 | Socket G2 / BGA-1023 (in embedded products) |
| Mainstream       | Celeron         | 847             | 2 (2)           | 1.1 GHz        | N/A              | 350 MHz        | 800 MHz        | 2 MB     | 17 W | 2011-06-19   | $134                       | *DMI 2.0 *Memory: Up to dual channel DDR3-1333 MHz *PCIe 2.0 | Socket G2 / BGA-1023 (in embedded products) |
| Mainstream       | Celeron         | 847E            | 2 (2)           | 1.1 GHz        | N/A              | 350 MHz        | 800 MHz        | 2 MB     | 17 W | 2011-06-19   | $134                       | *DMI 2.0 *Memory: Up to dual channel DDR3-1333 MHz *PCIe 2.0 | Socket G2 / BGA-1023 (in embedded products) |
| Mainstream       | Celeron         | 807             | 1 (2)           | 1.5 GHz        | N/A              | 350 MHz        | 950 MHz        | 1.5 MB   | 17 W | 2012-07-29   | $70                        | *DMI 2.0 *Memory: Up to dual channel DDR3-1333 MHz *PCIe 2.0 | Socket G2 / BGA-1023 (in embedded products) |
| Mainstream       | Celeron         | 725C            | 1 (2)           | 1.3 GHz        | N/A              | N/A            | N/A            | 1.5 MB   | 10 W | 2012-05      | $74                        | *DMI 2.0 *Memory: Up to dual channel DDR3-1333 MHz *PCIe 2.0 | Socket G2 / BGA-1023 (in embedded products) |
| Mainstream       | Celeron         | 827E            | 1 (1)           | 1.4 GHz        | N/A              | 350 MHz        | 800 MHz        | 1.5 MB   | 17 W | 2011-07-03   | $107                       | *DMI 2.0 *Memory: Up to dual channel DDR3-1333 MHz *PCIe 2.0 | Socket G2 / BGA-1023 (in embedded products) |
| Mainstream       | Celeron         | 797             | 1 (1)           | 1.4 GHz        | N/A              | 350 MHz        | 950 MHz        | 1.5 MB   | 17 W | 2012-01      | $107                       | *DMI 2.0 *Memory: Up to dual channel DDR3-1333 MHz *PCIe 2.0 | Socket G2 / BGA-1023 (in embedded products) |
| Mainstream       | Celeron         | 787             | 1 (1)           | 1.3 GHz        | N/A              | 350 MHz        | 950 MHz        | 1.5 MB   | 17 W | 2011-07-03   | $107                       | *DMI 2.0 *Memory: Up to dual channel DDR3-1333 MHz *PCIe 2.0 | Socket G2 / BGA-1023 (in embedded products) |
| Mainstream       | Celeron         | B730            | 1 (1)           | 1.8 GHz        | N/A              | 650 MHz        | 1000 MHz       | 1.5 MB   | 35 W | 2012-07-29   | $70                        | *DMI 2.0 *Memory: Up to dual channel DDR3-1333 MHz *PCIe 2.0 | Socket G2 / BGA-1023 (in embedded products) |
| Mainstream       | Celeron         | B720            | 1 (1)           | 1.7 GHz        | N/A              | 650 MHz        | 1000 MHz       | 1.5 MB   | 35 W | 2012-01      | $70                        | *DMI 2.0 *Memory: Up to dual channel DDR3-1333 MHz *PCIe 2.0 | Socket G2 / BGA-1023 (in embedded products) |
| Mainstream       | Celeron         | B710            | 1 (1)           | 1.6 GHz        | N/A              | 650 MHz        | 1000 MHz       | 1.5 MB   | 35 W | 2011-06-19   | $70                        | *DMI 2.0 *Memory: Up to dual channel DDR3-1333 MHz *PCIe 2.0 | Socket G2 / BGA-1023 (in embedded products) |
| Mainstream       | Celeron         | 807UE           | 1 (1)           | 1.0 GHz        | N/A              | 350 MHz        | 800 MHz        | 1 MB     | 10 W | 2011-11      | $117                       | *DMI 2.0 *Memory: Up to dual channel DDR3-1333 MHz *PCIe 2.0 | Socket G2 / BGA-1023 (in embedded products) |